# Нага (Судан)

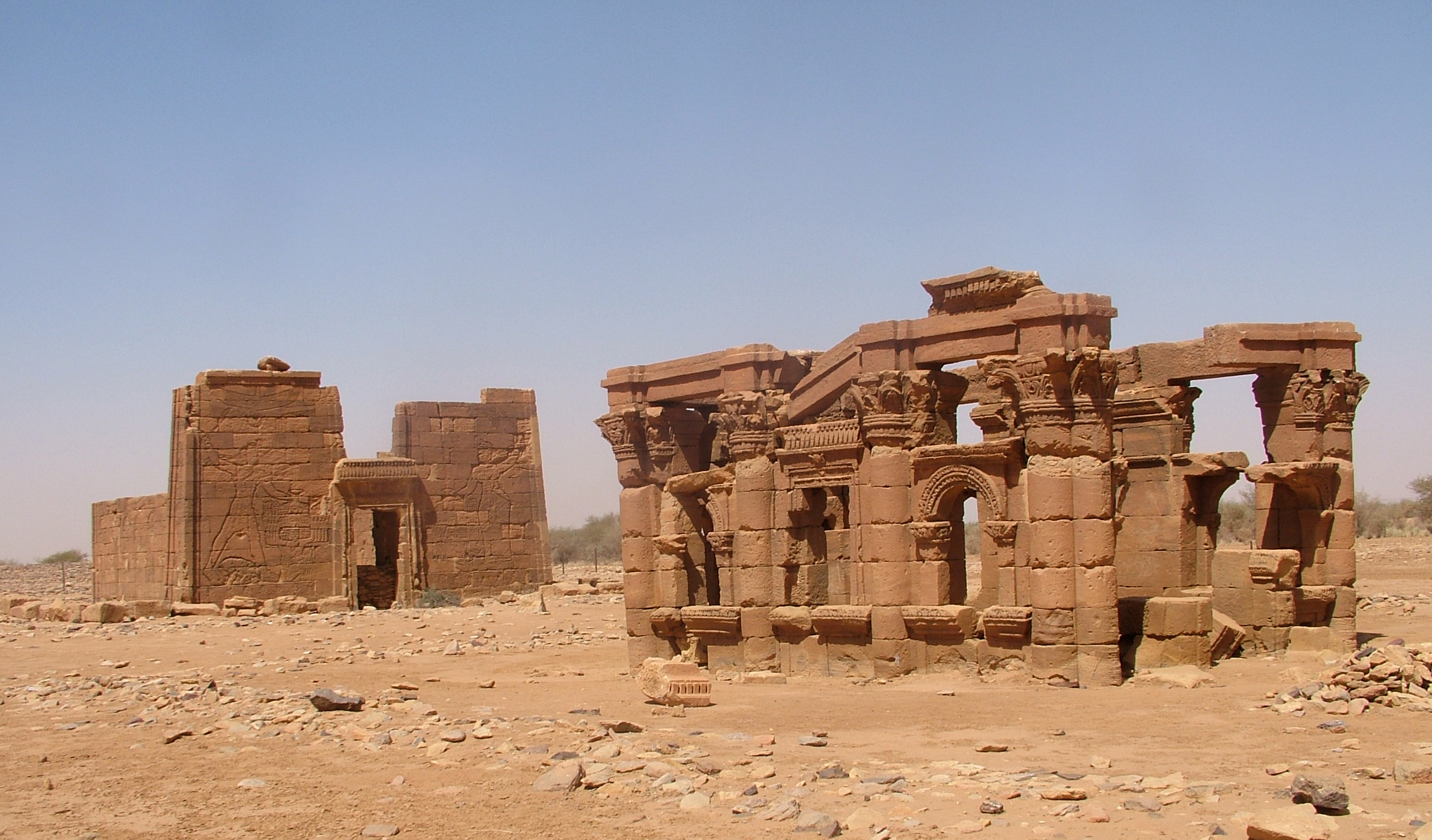
Римский павильон (на переднем плане) и Храм Апедемака, Нага

Нага (араб. النقعة‎) — развалины древнего города царства Куш Мероитской эпохи в современном Судане. Город находился в 170 км к северу-востоку от Хартума, примерно в 50 км на восток от Нила, на плато Бутана (араб.  البطانة‎). На этом же плато находятся развалины других Мероитских городов: Ван бен Нака и Мусавварат-эс-Суфра.
Археологическая зона Нага считается важным источником информации о ранних цивилизациях Чёрной Африки. В 2011 году вместе с Мусавварат-эс-Суфра и пирамидами Мероэ она была объявлено ЮНЕСКО памятником Всемирного наследия человечества.

## История

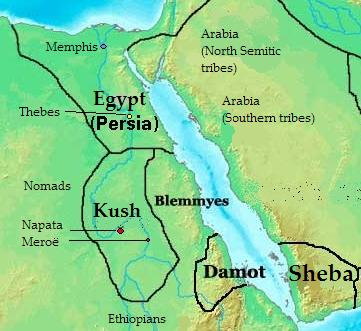
Карта царства Куш, IV в. до н. э.

В древности город Нага занимал стратегическое положение на пути от Нила на восток вглубь страны. Его руины — самые крупные в регионе, что свидетельствует о важном статусе поселения для своего времени.
Первым из европейских путешественников в 1822 году в Наге появился французский учёный и исследователь Фредерик Кайо. В 1834 году большой ущерб сохранившимся постройкам нанёс итальянский авантюрист Джузеппе Ферлини, ради поиска кладов взрывавший и уничтожавший остатки храмов.
В 1837 году здесь побывал Герман фон Пюклер-Мускау, в 1843 году — работала прусская Египетско-Суданская экспедиция с Карлом Лепсиусом. Эта экспедиция скопировала древние надписи и обозначила руины двух больших храмов.
В 1958 году экспедиция Берлинского университета Гумбольдта занималась раскопками и восстановлением построек (эта же экспедиция работала в Мусавварат-эс-Суфра в 60-х годах).

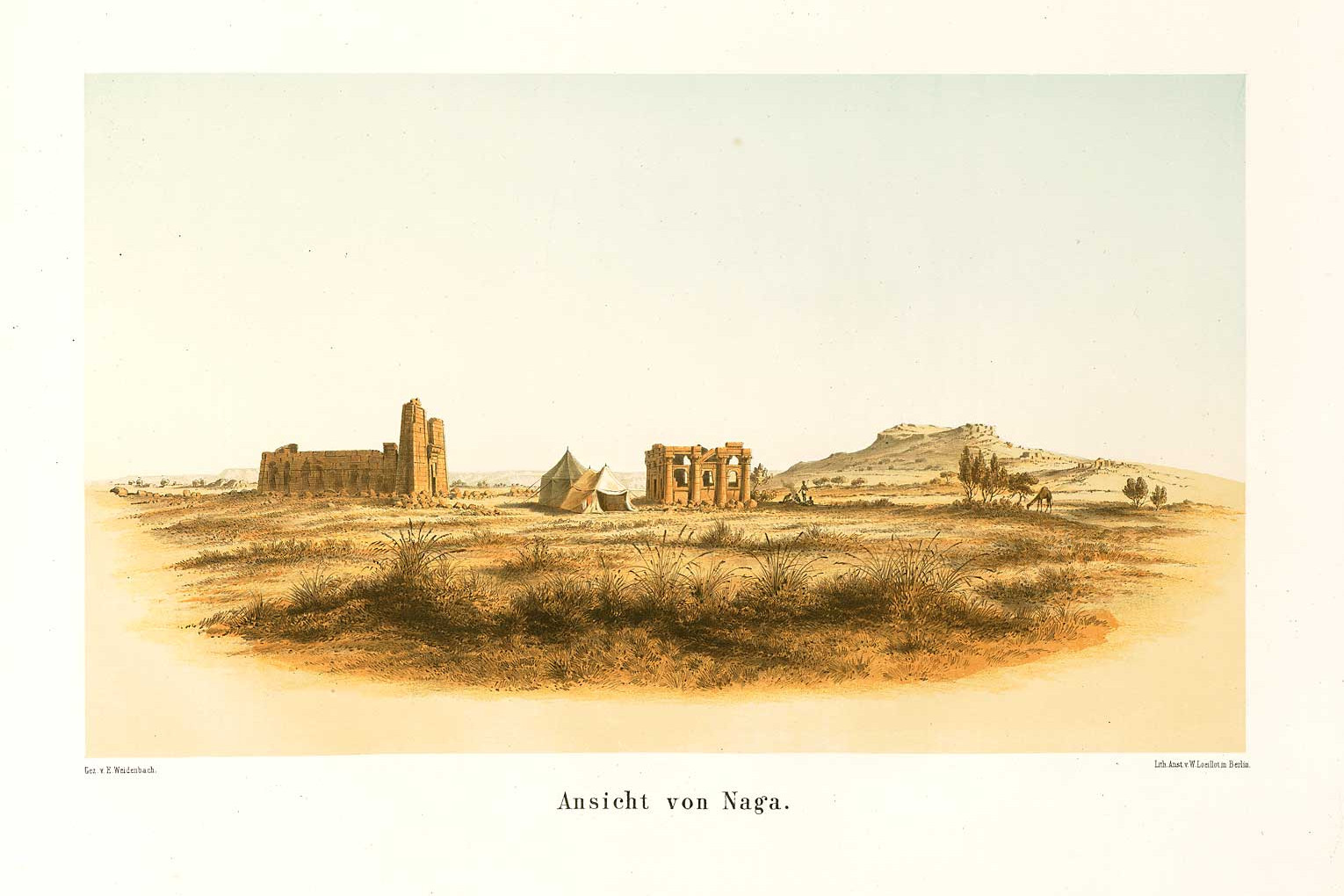
Зарисовка ландшафта Нага экспедицией Лепсиуса

С 1995 года в этом районе работает совместная немецко-польская экспедиция, в которой участвуют Берлинский Египетский музей, Фонд прусского культурного наследия и польские учёные из Познани. Фокусом археологов являются руины храма Апедемака и храма Амона.

## Памятники
В Нага находятся развалины двух больших храмов — Апедемака (также встречается название Храм льва) и Амона, а также римский павильон. Городские постройки и могильники датируются IV в. до н. э. — IV в. н. э.

### Храм Амона

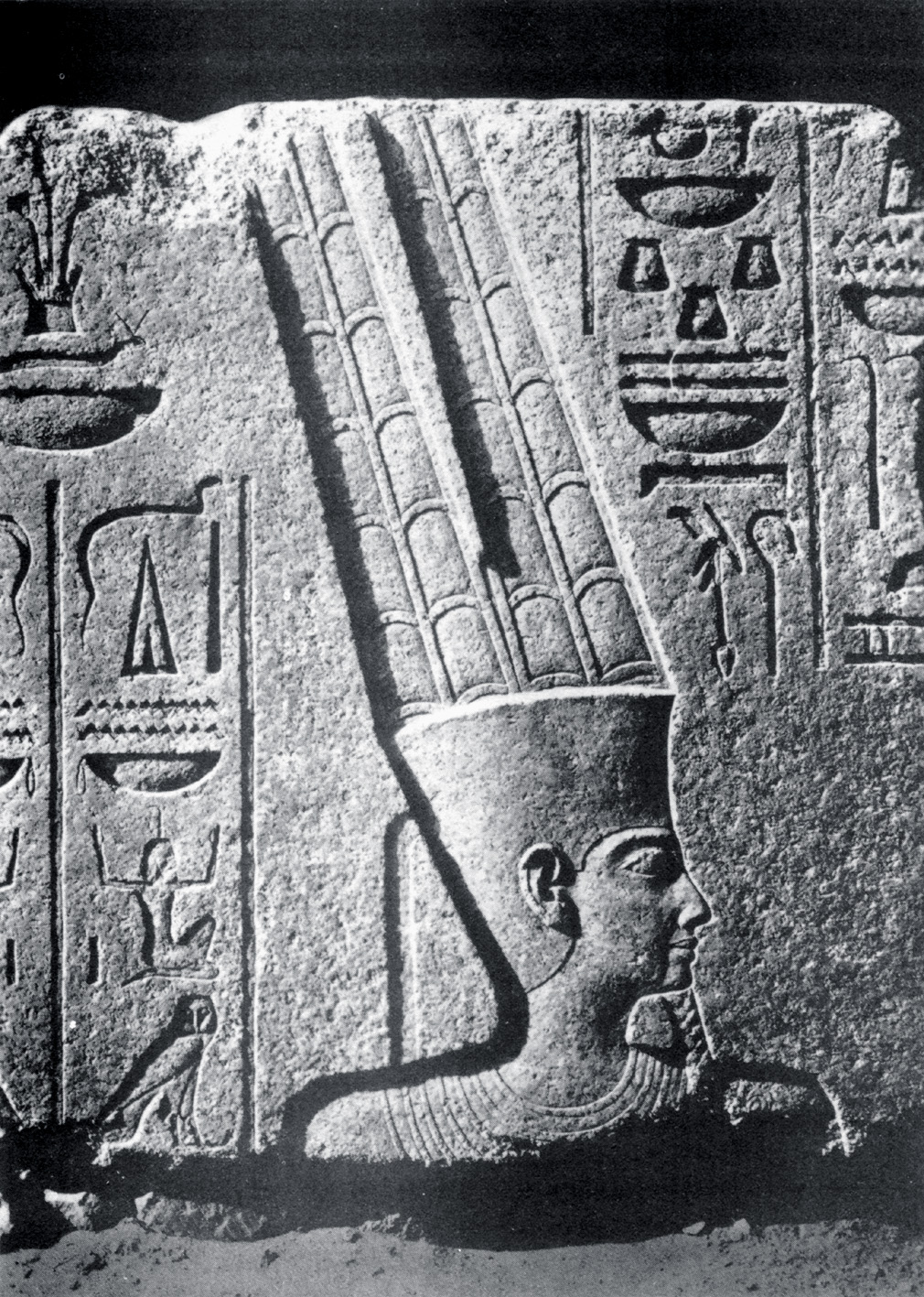
Амон-Ра на стене Храма Амона в Нага

На многих этапах истории Древнего Египта культ бога Амона, наряду с культом Осириса, был самым распространённым и популярным в Древнем Египте, а жречество Амона — очень влиятельным.
Храм Амона в Нага был основан фараоном Натакамани. Достигая 100 метров в длину, он был сложен из песчаника, который с годами сильно пострадал от эрозии. Храм ориентирован по осям восток-запад и построен в традиционном египетском стиле, с наружным двориком и колоннадой скульптур с символом Амона — головой барана. В целом постройка сильно напоминает Карнакский храм и гораздо более древний Храм Амона в Джебель-Баркал. Колоннада ведёт к внутреннему молитвенному пространству — наосу. Главный вход храма и его стены обильно украшены вырезанными по песчанику барельефами.

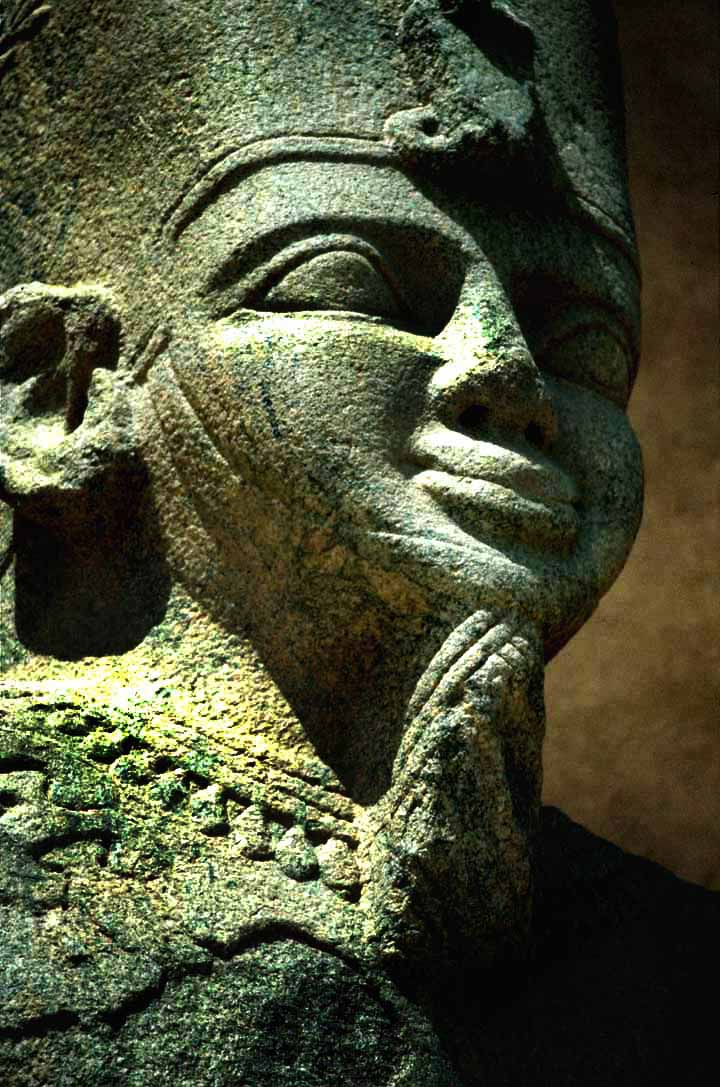
Фараон Натакамани

В 1999 году раскопками внутреннего святилища, где располагалась главная статуя Амона, занималась совместная польско-немецкая археологическая экспедиция. Им удалось раскопать оригинальный неповреждённый «алтарь» со священными изображениями и текстом, содержащим имена фараона Натакамани и его супруги, королевы Аманиторе, которые упоминаются как основатели храма; алтарь был признан уникальным для храмов Египта и Нубии этого времени.
Во внутреннем святилище также были обнаружены статуя фараона Натакамани и памятная стела королевы Аманишакете — правящей королевы до правления Натакамани и Аманиторе. На передней плоскости стелы угадывается полустёртый рельеф королевы Аманишакете и бога Апедемака. Задняя и боковые поверхности стелы покрыты Мероитскими иероглифами. Эта стела считается наиболее значимым памятником Мероитской эпохи.
1 декабря 2006 года археологический комплекс храма был взят под охрану правительством Судана и передан под управление Министерства культуры.

### Храм-200
В 2004 году на территории Нага начались раскопки другого храма Амона, условно названного Нага-200. Этот храм, похожий на главный, но меньшего масштаба, был построен царём Куша Аманитаракиде. Постройка относится ко II—III вв. н. э., что не совпадает с ранее принятой хронологией Нубии начала нашей эры: согласно ей, фараон Аманитаракиде царствовал в начале I века н. э.

### Храм Апедемака

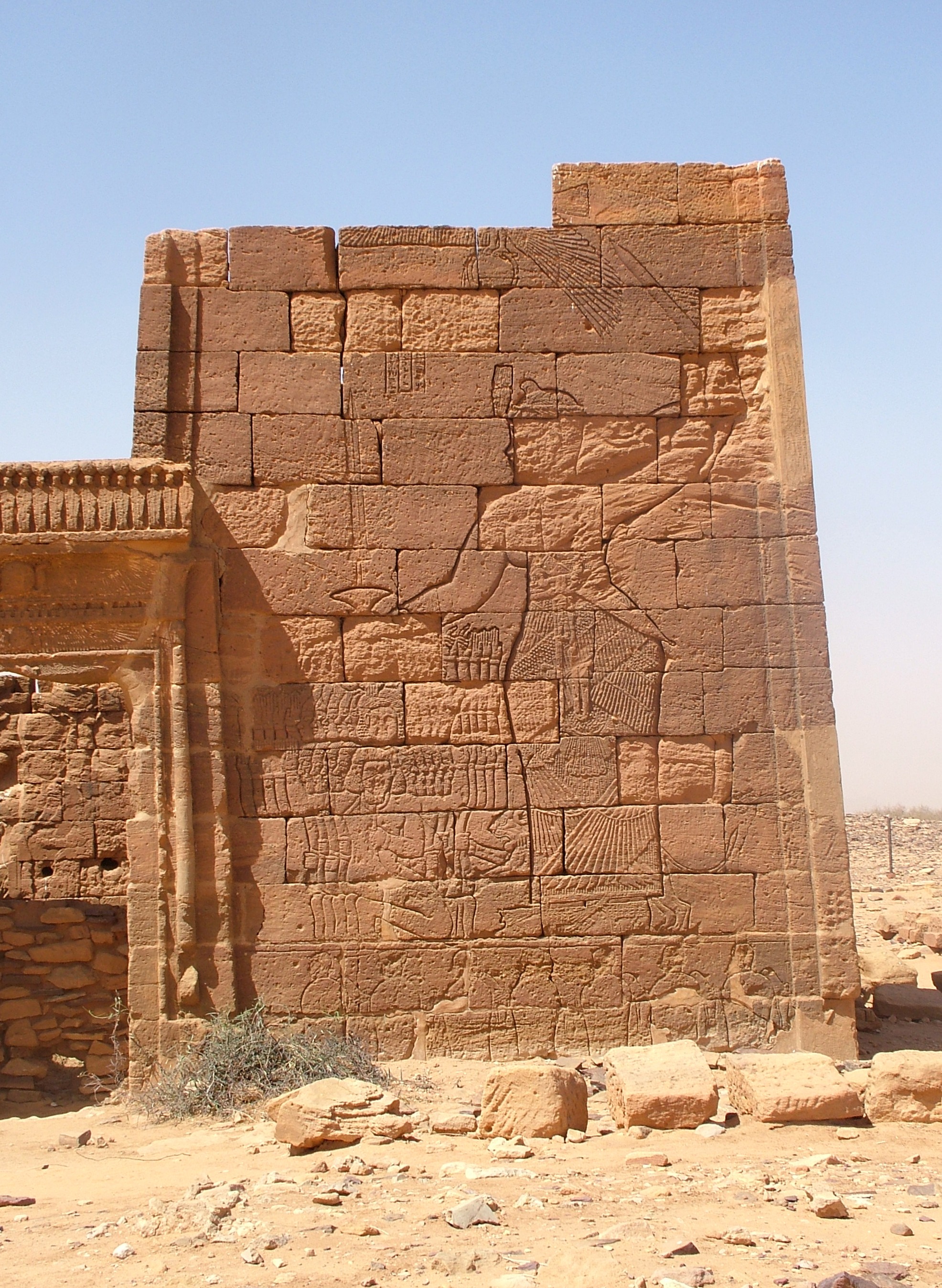
Рельеф королевы Аманиторе на стене храма Апедемака, Нага

К западу от храма Амона располагается храм Бога-льва Апедемака, олицетворявшего у кушитов воинскую доблесть. Считалось, что бог Апедемак охраняет покой усопших членов семей фараонов и каждый, кто его нарушит, будет им проклят.
Постройка, имеющая традиционные древнеегипетские черты, считается классическим примером Кушитской архитектуры. Фасад представляет собой парадные ворота, украшенные рельефами фараона Натакамани и королевы Аманиторе, подчёркивающие их божественную власть над рабами (или пленными). У ног фараона и королевы в знак их царской власти расположились львы. Кто конкретно представлен рабами либо пленными, не вполне ясно — известно только, что в эти времена фараоны царства Куш активно покоряли воинственные и независимые пустынные кланы.
Ближе к краям фасада представлены рельефы Апедемака в виде змеи, поднимающейся из цветка лотоса (это необычное изображение дало основание первым археологам Нага говорить о древнеиндийских мотивах, возникших благодаря торговому пути из Индии через Адулис в царство Куш — сейчас оно считается не обоснованным). На боковых стенах храма — рельефы, представляющие бога Амона. На задней стене находится самое большое изображение Апедемака в виде многоголового и многорукого льва, поклоняющегося фараону и королеве. Внутри храм украшен изображениями бога Сераписа, представленного с бородой греко-римского стиля. Присутствуют также изображения ещё одного пока не опознанного бога — возможно, из персидского пантеона.
Несмотря на явное преобладание древнеегипетских черт, в храме Апедемака также присутствуют кушитские мотивы. Изображения фараона и королевы выполнены скорее в кушитских традициях: фараон Натакамани и королева Аманиторе изображены довольно широкоплечими, с округлыми головами, что более типично для исконно африканских изобразительных традиций. Впечатление от сочетания разных стилей ещё больше усиливается благодаря соседству с греко-римским павильоном.

### Римский павильон

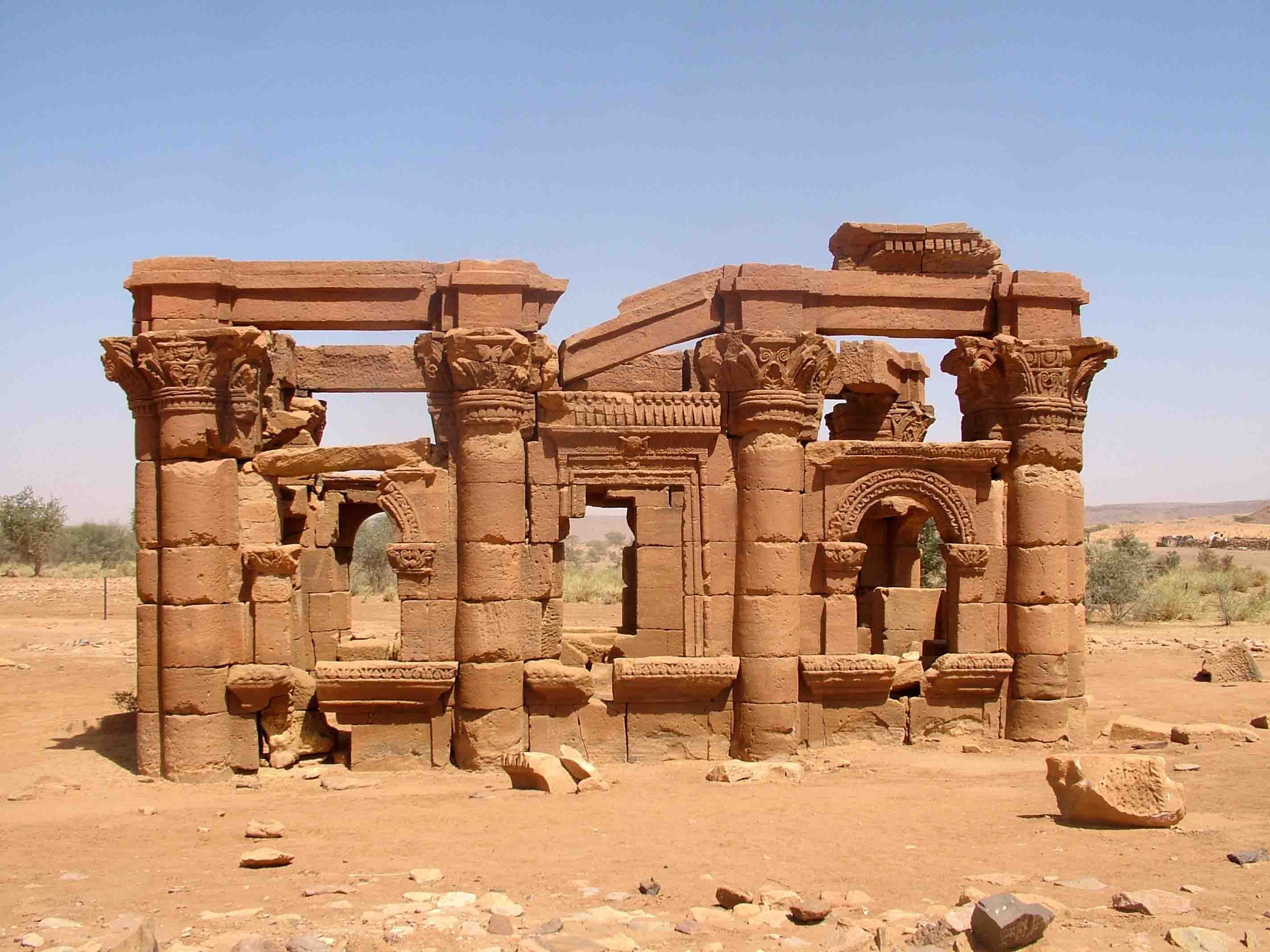
Римский павильон, Нага

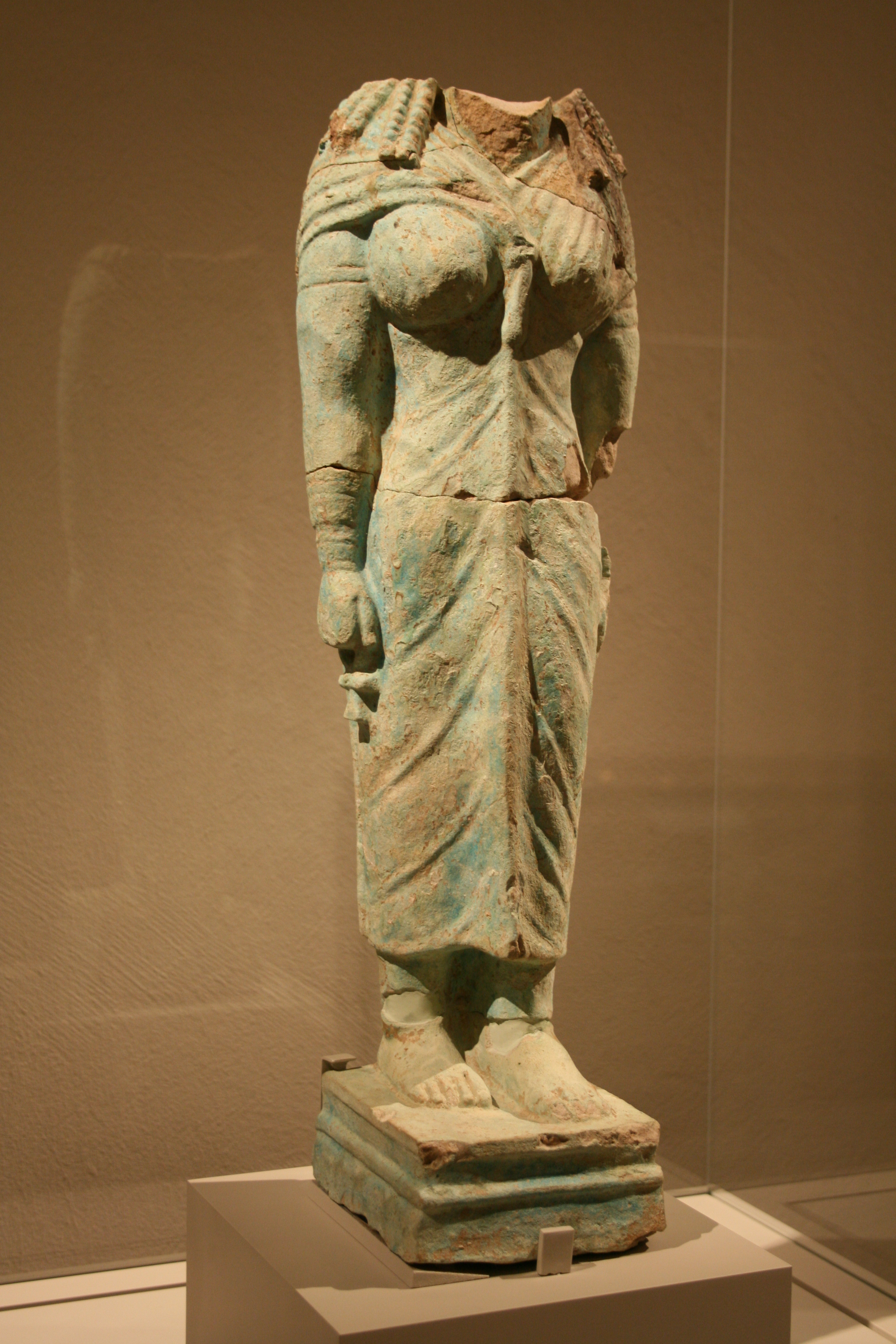
Статуя Исиды из Нага, Берлинский Египетский музей

Римский павильон, или киоск — небольшой храм рядом с большими храмами Амона и Апедемака, выполненный в эллинистическом стиле. Парадная сторона украшена рельефами в египетском стиле, на римской притолоке — ряд священных египетских кобр. Боковые стены украшены Коринфскими ордерами и сводчатыми окнами в римском стиле.
Найденные в ходе недавних раскопок статуи Исиды позволяют предположить, что сооружение было посвящено богине Хатхор.

### Храм-500
Самое древнее сооружение в этом районе условно названо Храм-500. Он был построен королевой Шанакдакете и датируется приблизительно 135 годом до н. э. Храм плохо сохранился, судя по настенным рельефам предполагается, что он был посвящён сразу комплексу богов — Фиванскому Амону, Муте, Хонсу и Апедемаку. Надписи на стенах этого храма на сегодня являются старейшими Мероитскими письменами. В 1834 году итальянский авантюрист Джузеппе Ферлини проводил на этом месте варварские раскопки, взрывая и уничтожая остатки храмов.